# Raphael Fuchs
Raphael Fuchs (* 3. September 1980) ist ein ehemaliger Schweizer Bobsportler.
Er war Anschieber von Daniel Schmid sowohl im Zweier als auch im Vierer. Im Zweier erreichte das Duo im Bob-Weltcup 2006/07 zweimal die Top Ten mit Platz neun in Park City und Platz acht in Lake Placid. Im Bob-Weltcup 2007/08 konnte der Vierer in Königsee Platz acht erreichen. Im Mai 2009 wurde er bei einer Dopingkontrolle positiv auf Testosteron getestet und für zwei Jahre gesperrt.